# گورچینتسی
گورچینتسی (به صربی: Gorčinci) یک روستا در صربستان است که در Opština Babušnica واقع شده‌است. گورچینتسی ۵۳۷ نفر جمعیت دارد.